# Ruta Provincial 510 (San Juan)
La Ruta Provincial 510 es una carretera argentina, que se encuentra en el extremo este de la Provincia de San Juan. Cuyo recorrido es de 172 kilómetros, teniendo como extremos la Ruta Nacional 141 y la Ruta Nacional 150. Atraviesa de norte a sur al Departamento Valle Fértil, permitiendo una conexión directa con el Parque Provincial Ischigualasto.
Conecta todas las localidades del departamento mencionado con la ciudad cabecera, Villa San Agustín
A lo largo de su recorrido se observa un paisaje completamente serrano, con importante cantidad de vegetación natural. Con una muy baja densidad de población, donde se destacan pequeños núcleos poblacionales ubicados a orillas de la ruta. 
Tiene la particularidad de ser la ruta provincial más extensa de San Juan

## Recorrido
Departamento Caucete
- Marayes km 3

Departamento Valle Fértil
- Astica km 72
- Villa San Agustín km 113
- Usno km 124
- Baldes del Rosario km 157
- Baldecitos km 171